# Espadarte (torpedeiro)
O Espadarte foi o primeiro torpedeiro da Marinha Portuguesa.
O navio foi encomendado em 1881, durante o reinado de D. Luís I, aos estaleiros ingleses da Yarrow em Poplar (Londres). O torpedeiro chegou a Portugal em 14 de julho de 1882.
O navio estava armado com dois tubos lança-torpedos, atingia 19 nós de velocidade, com um deslocamento de 57 toneladas. Na Armada Portuguesa, a sua principal função seria a de defesa do porto de Lisboa.
O Espadarte marcou o início da adopção do torpedo na Armada Portuguesa. O seu nome foi escolhido, justamente, pela analogia entre o poder elétrico da cabeça de um espadarte e o poder explosivo de um torpedo.
Em 1886, com a aquisição de mais três unidades semelhantes (Classe Número 2), o Espadarte foi redesignado torpedeiro Nº 1.
A designação Espadarte voltou a ser atribuída, mais tarde, ao primeiro submarino operacional da Marinha Portuguesa.